# 크리스탈 엘렌

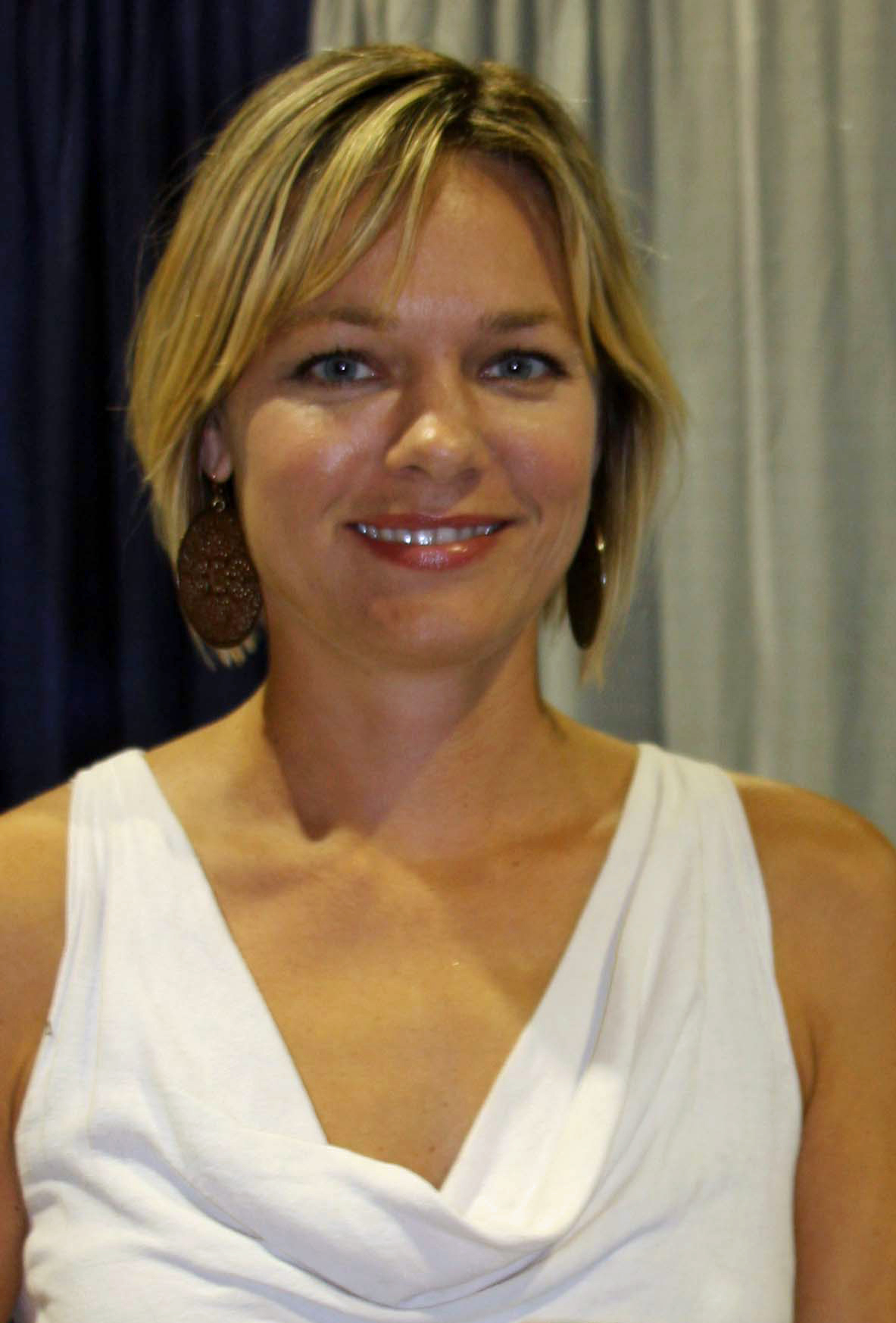

크리스털 앨런(Crystal Allen, 1972년 8월 13일 ~ )는 미국의 배우이다.
샌프란시스코에서 태어났다.

## 영화
- 고스트 스톰 (2011, Ghost Storm)
- 인디언라크로스 (2012년)
- 아나콘다 4 - 피의 제전 (2008년)
- 아나콘다 3 (2008년)
- 서배티컬 (2007년)
- 월 스트리트의 늑대들 (2002년)
- 러브 인 맨하탄 (2002년)